# Sant Julià i Santa Basilissa de Ralleu (església vella)
Sant Julià i Santa Basilissa de Ralleu és l'antiga església parroquial del poble nord-català de Ralleu, a la comuna del mateix nom, de la comarca del Conflent.
Està situada al nord-oest de l'actual poble de Ralleu, en el lloc on hi havia hagut el poble vell.
És una església abandonada en el segle xvii, quan es construí l'església vella, en el lloc on hi havia hagut el Castell de Ralleu. Actualment només en queden alguns fragments de paret.